# DJ Cléston
Cleyston Hypolito de Oliveira, mais conhecido DJ Cléston ou DJ Tom Oliver (Rio de Janeiro, 19 de novembro de 1968), é um músico brasileiro. É DJ e percussionista, e é conhecido por ter feito parte da banda Detonautas Roque Clube.

## Biografia
Em 1988, Cléston foi para os Estados Unidos trabalhar. Uma noite assistiu uma disputa de DJs na casa Palladium, em Nova York, e se interessou pelo ofício. Em certo ponto comprou duas pick-ups e um mixer, e construiu grande coleção de Long plays. Em 1995, foi apresentado ao rapper brasileiro Gabriel, o Pensador, e se juntou a sua banda, ficando nela até 2002. Nesse período também trabalhou com diversos artistas, como Cidade Negra, Fernanda Abreu, Paulo Ricardo, e Tihuana.
Em um show de Gabriel, o Pensador, Cléston conheceu a banda independente Detonautas Roque Clube, na ativa desde 1997. Pouco depois foi convidado pelo vocalista Tico Santa Cruz a se juntar, e apesar de inicialmente considerar "som deles era muito ‘paulera’ para o meu estilo", Cléston aceitou o convite. Em 2002 a banda gravou seu primeiro álbum, e depois se tornaram um grande sucesso. Em 2007 Cléston lançou seu primeiro disco solo, Lounge Vol. 1.
Cléston é muito conhecido por suas participações no campeonato de futebol da MTV Brasil, Rockgol, do qual já foi campeão em 1997, pelo time do Cidade Negra. Atua como goleiro (exceto em 2004, no qual decidiu atuar na linha por ter se machucado em um jogo no ano anterior), com os narradores Paulo Bonfá e Marco Bianchi exaltando sua performance com gritos de "Cléééston!" - tanto que a camisa do DJ em campeonatos recentes tem 3 "é". Cléston é torcedor do Fluminense, e durante sua juventude, chegou a atuar nos juniores da Portuguesa Carioca.
Em 1 de outubro de 2020, através do canal oficial do Detonautas Roque Clube no Facebook é anunciado o desligamento do DJ Cléston. A banda afirmou que o músico está se desligando “por conta de um novo estilo de vida ligado às suas questões espirituais” que seria incompatível “com a rotina de uma banda de Rock”. A banda ainda esclarece que não houve desentendimento e nem questões relacionadas a posições políticas. Ao final, eles explicam que o Detonautas Roque Clube não colocará ninguém no posto do DJ Cleston.  

## Discografia
| Ano  | Álbuns                                 | Formato    |
| ---- | -------------------------------------- | ---------- |
| 2008 | Lounge Vol. 1                          | CD         |
| 2015 | Lounge, Vol. 2 [Sensual]               | CD Digital |
| 2015 | Lounge, Vol. 3 [Zen]                   | CD Digital |
| 2017 | Free Souls [Dj Cleston & Renato Rocha] | CD Digital |